# Höhe

Н – Höhe

Höhe bezeichnet den Abstand eines Objektpunktes von einer Referenzlinie oder -fläche. Sie ist eine eindimensionale Größe und eine der drei Raumdimensionen, die in Längeneinheiten (meist in Meter) angegeben werden.
Für alle physikalischen Objekte auf der Erde ist die Höhe der lotrechte Abstand von einer Referenzfläche, setzt also die natürliche (evtl. mathematisch definierte) Lotrichtung voraus. Das gilt im erweiterten Sinne für alle Körper in einem Schwerefeld, das ein Bezugssystem für Oben-Unten vorgibt. Bezüglich einer solchen Referenzfläche wie Geoid (mittlerer Meeresspiegel) oder Quasigeoid sind die Höhennetze der amtlichen Landesvermessungs-Systeme definiert.

## Höhe eines Objekts
Allgemein ist die geometrische Höhe der Abstand im rechten Winkel zu einer Grundlinie (wie beim Dreieck, Trapez, Parallelogramm) oder einer Grundfläche, also das Maximum aller  Normalabstände aller Punkte. Der Wert wird dann die Gesamthöhe des Objekts genannt. Trifft das für einen Punkt zu, ist dieser die Spitze des Objekts.
- Beispiel sind die Abmessungen eines Objekts in der Logistik, wie auch im allgemeinen Sprachgebrauch

Hierbei kommt bei technischen Anwendungen auch die Erdoberfläche als Referenz in Betracht (Höhe über Grund):
- Bei Gebäuden etwa die Gebäudehöhe, gemessen zu einem Niveaupunkt als Höhe des Baukörpers, und die Firsthöhe bis zur Spitze des Dachs, auf die in den Bauordnungen Bezug genommen wird. Bei Wolkenkratzern etwa, die darüber hinaus noch hohe Antennen tragen, werden Höhenrekorde auch bis zu deren oberster Spitze gemessen (strukturelle Höhe); siehe Höchstes Gebäude.

## Höhenlage
Die Höhenlage von Orten wird auf (zweidimensionalen) Karten i. d. R. durch Höhenlinien dargestellt. In der Geodäsie benutzt man verschiedene Höhensysteme für die Höhenlage, denen unterschiedliche Höhendefinitionen und Referenzflächen zugrunde liegen. Für die Angabe von Geländehöhen (engl. elevation) werden diese Bezugsflächen meist an dem an einem Pegel gemessenen mittleren Meeresspiegel festgemacht.
Daher unterscheiden die Geowissenschaften in absolute Höhe und relative Höhe:
- die absolute Höhe ist die „Höhe über Null“:
  - Höhe über dem Meeresspiegel (m ü. NN, m ü. A., m ü. M.) in Bezug zu einem als Nullpunkt festgelegten Vermessungszeichen. Da sich die Systeme verschiedener Länder auf verschiedene Nullpunkte und sogar verschiedene Meere beziehen, entsteht an den Staatsgrenzen ein Sprung in der Höhenlage.
  - In der höheren Geodäsie die orthometrische Höhe, die normal-orthometrische, dynamische und ellipsoidische Höhe, sowie die Normalhöhe. Alle definieren sich bezüglich einer Erdfigur und verschiedener Theorien, siehe Höhe (Geodäsie).
- die relative Höhe (Terrainhöhe) ist die Höhe über Grund, die körperliche Höhe, um die ein geografisches Objekt die Umgebung überragt

Als Beispiel für den Unterschied gilt hier der „höchste Berg der Erde“:
- im üblichen Sinn der Mount Everest (Tschomolungma), der in absoluter, orthometrischer Höhe mit 8.848 Meter über dem Meeresspiegel ermessen wird,
- aber in relativer Höhe zum Fuß des Berges am Tiefseegrund ist dies der Vulkan Mauna Kea, ein Gipfel des Massivs, das die Insel Hawaii bildet.
- Daneben gibt es noch weitere Bemessungsgrundlagen für die Höhe (zum Erdmittelpunkt als absolute Höhe in Bezug zu einer als Kugel idealisierten Erde) oder Schartenhöhe; siehe hierzu Höchster Berg.

## Weitere Höhenbezüge
- Bei Flughöhen bezeichnet man die Höhe über Grund mit AGL (above ground level, height), die Höhe über dem Meeresspiegel mit MSL (mean sea level, altitude) und die Höhe in Bezug zur Flugfläche als FL (flight level)
- Im Eisenbahnwesen bemisst man auf Schienenoberkante, im Straßenverkehr auf die mittlere Deckschichtoberkante (Straßenniveau).
- Höhe ist auch die Kurzbezeichnung für Höhenwinkel (meist in Grad oder Bogenmaß), etwa die astronomische Höhe eines Gestirns über dem mathematischen Horizont, oder die Polhöhe (= geografische Breite).

## Höhenmessung
Die Höhenmessung kann durch Nivellement (horizontale Visuren), Tachymetrie (Messung von Vertikalwinkeln), GPS oder barometrisch erfolgen. Spezielle Geräte zur Höhenmessung werden Altimeter genannt.